# Le Jeu de la mort (téléfilm)
Pour les articles homonymes, voir Le Jeu de la mort (homonymie).

Le Jeu de la mort est un documentaire écrit par Christophe Nick, réalisé par Thomas Bornot, Gilles Amado et Alain-Michel Blanc et coproduit par France Télévisions et la Radio télévision suisse en 2009. 
Diffusé pour la première fois en mars 2010, il met en scène un faux jeu télévisé (La Zone Xtrême) durant lequel un candidat doit envoyer des décharges électriques de plus en plus fortes à un autre candidat, jusqu'à des tensions pouvant entraîner la mort. La mise en scène reproduit l'expérience de Milgram réalisée initialement aux États-Unis dans les années 1960 pour étudier l'influence de l'autorité sur l'obéissance : les décharges électriques sont fictives, un acteur feignant de les subir, et l'objectif est de tester la capacité à désobéir du candidat qui inflige ce traitement et qui n'est pas au courant de l'expérience. La différence notable avec l'expérience originelle est que l'autorité scientifique est remplacée par une présentatrice de télévision, Tania Young.

## Présentation et suites du documentaire
Le producteur de l'émission, Christophe Nick, présente son documentaire comme une critique de la télé réalité. Pour sa part, la directrice des magazines et documentaires de France 2, Patricia Boutinard-Rouelle, déclare que la chaîne a « toujours refusé la télé-réalité, mais là, c'est intéressant de tester les limites d'un genre, de jouer avec cet outil ».
Jean-Léon Beauvois a assuré la direction scientifique de l'émission et a publié, notamment avec Didier Courbet et Dominique Oberlé, plusieurs articles sur cette expérience de téléréalité (dans European Review of Applied Psychology (2012, no 62)) qui en analysent les résultats et les replacent dans le contexte social.
La première partie du documentaire est diffusée sur TSR 2 le 12 mars 2010 suivie d'un débat le 16 mars 2010 dans Infrarouge (émission de télévision suisse), puis le 17 mars 2010 sur France 2 en première partie de soirée également suivie d'un débat en plateau, présenté par Christophe Hondelatte, en présence de deux des candidats (l'un étant allé jusqu'au bout, l'autre – une candidate – ayant quitté le jeu avant la fin), de Christophe Nick, d'Alexandre Lacroix (rédacteur en chef de Philosophie Magazine, partenaire du documentaire), de Fabrice d'Almeida (historien), de Claude Halmos (psychanalyste), de Géraldine Muhlmann (agrégée de philosophie et présentatrice télévisée), et de trois journalistes spécialisés dans l'analyse de la télévision (David Abiker, Jean-Marc Morandini et Isabelle Morini-Bosc).

## Résultats
Bien que les participants aient été informés qu'ils ne gagneraient aucune somme d'argent puisqu'ils étaient censés participer à une émission test, l'autorité du contexte télévisuel et de l'animatrice amène les participants à se soumettre. Selon les premières estimations, le taux d'obéissance est de 81 % ; le documentaire compare ce résultat aux 62,5 % obtenus lors de l'expérience originale, mais oublie de préciser que plusieurs reproductions de l'expérience, aux États-Unis ou en Europe, ont donné des taux supérieurs à 80 %,.
De plus, les différences entre l'expérience originale de Milgram et La Zone Xtrême limitent la comparaison des résultats. Les différences principales entre les deux versions sont les suivantes :
- Les participants reçoivent 5 injonctions dans la version de France Télévisions au lieu de 4 dans la version de Milgram, dont :
  - L'injonction « nous assumons toutes les conséquences », présente seulement dans des variantes de l'expérience originale
  - La présence d'un public (qui intervient à la cinquième injonction) ;
- La mise en jeu fictive d'une somme d'argent (même si les candidats étaient avertis qu'ils ne gagneraient rien, l'argent est une raison invoquée dans la quatrième injonction) ;
- Le rôle de la télévision (qui a notamment incité 15 % des candidats de La Zone Xtrême à dire qu'ils avaient considéré qu'il était impossible que la télévision laisse souffrir un être humain).

## Réception et critiques

### Critiques
Si plusieurs critiques ont salué la remise au goût du jour de l'expérience de Milgram,,, beaucoup ont dénoncé de nombreux biais du documentaire, particulièrement dans les commentaires et les conclusions tirées :
- Critiques sur la constitution de l'échantillon :
  - On a parfois dénoncé un biais sur la constitution de l'échantillon type, considéré comme peu représentatif, et orienté lorsqu'on choisit 80 personnes sur 13 000[10],[11], ce à quoi Jean-Léon Beauvois, caution scientifique de l'expérience, répond que la sélection était conforme aux enquêtes et recrutements pour test de produit[4].
  - De même, le fait que les participants se soient portés volontaires pour « participer à la mise au point d’un jeu de télévision » indiquerait qu'ils sont sensibles à l'aura de la télévision, ce qui pourrait biaiser les résultats de l'expérience[12],[8].

- Critiques sur les conclusions ou la validité scientifique de l'expérience[13],[7],[14],[10] :
  - Le parallèle entre télévision et totalitarisme a généralement été rejeté ; de façon plus générale, la conclusion que la télévision est la cause de ces 80 % d'obéissance a été remis en cause[9],[11]. Jean-Léon Beauvois explique qu'il faut comprendre totalitarisme dans le sens absence de pluralisme ou diversité[15].
  - Si l'expérience a montré que la télé avait un pouvoir sur les candidats, elle n'a en rien montré un pouvoir sur les téléspectateurs, pourtant la thèse du reportage[12],[16],[11].
  - Le fait de rassurer les candidats avant même qu'ils aient quitté le plateau empêcherait un debriefing serein comme dans le cas de l'expérience originale[7].
  - Les nombreuses différences entre les deux expériences, ainsi que leurs possibles implications, ont souvent été soulevées[7],[11]. Pour Michel Terestchenko et Laurent Bègue, l'expérience de Nick ajoute des sources d'influences qui ne permettent pas une comparaison rigoureuse avec celle de Milgram[17].

- Critiques sur l'éthique de l'expérience et du programme :
  - Il est recommandé de ne plus se livrer à l'expérience de Milgram par l'Association américaine de psychologie, à cause de l'énorme stress engendré chez les sujets. La souffrance subie par les candidats a été reprochée au programme[7],[12],[11],[8]. Jean-Léon Beauvois écarte ces critiques en expliquant qu'on ne peut reprocher aux chercheurs de faire ce que « chefs et étharques (?) [font régulièrement] avec leurs subordonnés, leurs secrétaires et leurs enfants »[15].
  - L'orientation de l'argumentation contre les chaînes privées a soulevé des soupçons de conflit d'intérêts, la critique venant du service public[14],[11].
  - Le documentaire prétend dénoncer la télé-réalité mais utiliserait les mêmes ressorts : buzz, voyeurisme, souffrance des candidats[12],[14]

Une revue critique articulant les aspects méthodologiques et éthiques a été publiée en 2011 dans Les Cahiers internationaux de psychologie sociale.

### Dépôt de plainte
Deux députés socialistes, Paul Quilès et Marie-Noëlle Lienemann, soutenus par Vincent Peillon, ont décidé de porter plainte contre les auteurs du documentaire ainsi que le directeur des programmes de France Télévision, pour « provocation directe à la commission d'atteintes volontaires à la vie et à l'intégrité de la personne » réprimée par la loi de 1881 sur la liberté de la presse. Christophe Nick invoque d'abord l'importance de faire connaître l'expérience de Milgram, notamment aux jeunes générations, explique que s'il faut débattre du documentaire, il est en colère devant le dépôt de plainte. « Mettre à jour les mécanismes d’emprise sur les individus qu’un système aussi universel que la télévision peut sécréter DEVAIT être montré, démontré, analysé. ».

### Controverse concernant le débat
Pendant le débat suivant l'émission, Christophe Hondelatte s'en prend violemment à Alexandre Lacroix, rédacteur en chef de Philosophie Magazine. Lacroix publie une tribune dans Libération, où il invoque une crise d'autorité de Hondelatte, qui « refuse qu'on mette en cause son pouvoir » comme le relève le psychanalyste Karim Sarroub, ; Hondelatte, lui, accuse Lacroix d'avoir fait une diatribe anti-télévision ; les témoins directs, David Abiker et Morandini, rapportent tous deux une vision plus nuancée de la scène.
La polémique étant partie de la révélation de l'homosexualité d'un participant de l'émission, révélation non consentie et opérée par Hondelatte, ledit participant, interviewé dans Têtu, relativise à son tour l'intervention d'Hondelatte, et reproche à Alexandre Lacroix d'avoir publié son article dans Libération contre son gré, médiatisant ainsi toute l'affaire.